# جوان ساستر
جوان ساستر (بالإسبانية: Joan Sastre)‏ مواليد 10 ديسمبر 1991 في إنكا، هو لاعب كرة سلة إسباني. بدأ مسيرته الاحترافية في سنة 2008. يلعب مع فالنسيا باسكت. يحمل الرقم 30.

## المسيرة الاحترافية
لعب مع نادي إنكا لكرة السلة في سنة 2008، ثم لعب مع نادي إشبيلية لكرة السلة في الدوري الإسباني من سنة 2009 إلى 2014، ثم لعب مع باسكت سرقسطة 2002 من سنة 2014 إلى 2016، ثم لعب مع فالنسيا باسكت في الدوري الإسباني في سنة 2016.

## روابط خارجية
- جوان ساستر على موقع الاتحاد الدولي لكرة السلة (الإنجليزية)
- جوان ساستر على موقع الدوري الإسباني لكرة السلة (الإسبانية)
- جوان ساستر على موقع كرة السلة الأوروبية.كوم (الإنجليزية)
- جوان ساستر على موقع ريلجم (الإنجليزية)
- جوان ساستر على موقع بروبوليرز (الإنجليزية)
- جوان ساستر على موقع سبورتس رفرنس (الإنجليزية)